# الزلاويين (سوق القلة)
الزلاويين هي إحدى مشيخات المملكة المغربية، تتبع جغرافيا لإقليم العرائش وإداريًا لسوق القلة. يقدر عدد سكانها بـ 2382 نسمة حسب الإحصاء الرسمي للسكان والسكنى لسنة 2004.